# Родин, Владимир Романович
Влади́мир Рома́нович Ро́дин — советский и российский политический и государственный деятель, депутат Государственной Думы Федерального Собрания Российской Федерации VI созыва, член фракции Политической партии «Коммунистическая партия Российской Федерации», член комитета ГД по вопросам собственности (2011—2016). С 2012 по 2018 года — секретарь МГК КПРФ. С 2013 — член ЦК КПРФ. С 2018 года - Советник Председателя ЦК КПРФ.

## Таран склада в Котельниках
13 сентября 2016 года представителями КПРФ, среди которых был депутат Государственной Думы Владимир Родин был обнаружен склад, содержащий провокационные агит-листовки против кандидата в депутаты Государственной Думы VII-созыва Дениса Парфенова, а также легальные агитационные листовки Олега Митволя. Депутат Московской городской Думы, руководитель фракции КПРФ в МГД Андрей Клычков уточнял, что о существовании склада коммунисты узнали от собственных информаторов. По словам Клычкова, какие-то листовки были без выходных данных, а какие-то — с подложными выходными данными. По данным отдела полиции ОВД Котельники общий тираж арестованных листовок составил более 600 тысяч копий.
Склад арендовала фирма ООО «РДГ», которая также занималась распространением агитматериалов Олега Митволя на выборах.
Представители КПРФ отмечали, что агитпродукция Митволя находилась «в том же месте, в то же время», однако прямых обвинений в заказе «чернухи» не последовало. В результате, материалы Митволя остались на складе.
Митволь обвинил депутата Владимира Родина в том, что он «протаранил автомобилем» двери склада, также в разговоре с журналистами Митволем было сказано: «Есть такая статья — проникновение со взломом! Директор этой компании уже написал на них заявление в полицию». Сам он написал жалобу главе Центризбиркома Элле Памфиловой о том, что из-за инцидента на его складе коммунисты помешали ему в агитации.